# بيتر بروكو
بيتر بروكو (بالإنجليزية: Peter Brocco)‏ هو ممثل أمريكي بدأ مسيرته الفنية سنة 1932. امتدت مسيرته الفنية لأكثر من 59 عاما.

## الأعمال
- كاروسو العظيم
- ديان
- إلمر جانتري
- سبارتاكوس
- المتدربون
- الروس قادمون
- بابيلون
- أحدهم طار فوق عش الوقواق

## روابط خارجية
- بيتر بروكو على موقع IMDb (الإنجليزية)
- بيتر بروكو على موقع ألو سيني (الفرنسية)
- بيتر بروكو على موقع أول موفي (الإنجليزية)
- بيتر بروكو على موقع قاعدة بيانات برودواي على الإنترنت (الإنجليزية)
- بيتر بروكو على موقع قاعدة بيانات الأفلام السويدية (السويدية)
- بيتر بروكو على موقع قاعدة بيانات الفيلم (الإنجليزية)
- بيتر بروكو على موقع كينوبويسك (الروسية)